# Ноэль, Энтони, 5-й граф Гейнсборо
Энтони Джерард Эдвард Ноэль, 5-й граф Гейнсборо (англ. Anthony Gerard Edward Noel, 5th Earl of Gainsborough; 24 октября 1923 — 29 декабря 2009) — британский пэр.

## Биография
Родился 24 октября 1923 года. Старший сын Артура Ноэля, 4-го графа Гейнсборо (1884—1927), и Элис Мэри Эйр (1886—1970).
27 августа 1927 года после смерти своего отца Энтони Ноэль унаследовал титулы 5-го графа Гейнсборо, 5-го виконта Кэмпдена из Кэмпдена, 7-го барона Бархема из Бархем-Корта и Тестона, 5-го барона Ноэля из Ридлингтона и 7-го баронета Миддлтона из Бархем-Корта и Тестона.
Он получил образование в школе Уорт, Тернерс-Хилл, графство Сассекс.
Когда началась Вторая мировая война, он направлялся в США, где посещал Джорджтаунскую подготовительную школу, управляемую иезуитами, которая тогда располагалась в Вашингтоне, округ Колумбия. Вернувшись в Великобританию в 1943 году, он был признан негодным к военной службе. Когда ему было 30, поместье освободилось от долгов, и он вернулся в Экстон-холл.

## Карьера
Лорд Гейнсборо работал в компании Vickers Supermarine в Саутгемптоне.
Граф Гейнсборо занимал должность председателя совета сельского округа Окхема в 1952—1967 годах, а затем стал заместителем председателя, а затем председателем совета округа Ратленд в 1970—1973 годах. В качестве президента Ассоциации советов сельских округов в 1965 году он сыграл заметную роль в противодействии предложениям отчета Редклиффа-Мод о реорганизации местных советов, которые были реализованы в соответствии с Законом о местном самоуправлении 1972 года.
Лорд Гейнсборо был главой Благочестивой компании садовников (1967); Президент Британской ассоциации Суверенного военного Мальтийского ордена (1968—1974); Кавалер Ордена Святого Иоанна (1970); Председатель больницы Святого Иоанна и Святой Елизаветы с 1970 по 1980 год и президент больницы с тех пор до своей смерти.

## Семья
23 июля 1947 года лорд Гейнсборо женился в Бромптон Оратори на Мэри Стоуртон (24 сентября 1925 — 30 декабря 2018), старшей дочери майора Достопочтенного Джона Стоуртона (1899—1992) и Кэтлин Элис Гюнтер, внучке Чарльза Стортона, 24-го барона Моубрея, 25-го барона Сегрейва и 21-го барона Стоуртона (1867—1936). У графа и графини было восемь детей:
- Леди Джулиана Мэри Элис Ноэль (род. 27 января 1949); вышла замуж за Эдварда Фулджема, 5-го графа Ливерпуля, имела двух сыновей.
- Энтони Баптист Ноэль, 6-й граф Гейнсборо (род. 17 января 1950), женился на Саре Уиннингтон, имел одного сына (Генри Ноэля, виконта Кэмпдена — наследника титулов).
- Леди Мария Ноэль (род. 3 февраля 1951); вышла замуж за Роберта Приддена, имеет сына и дочь.
- Леди Джанет Ноэль (род. и ум. 23 января 1953).
- Леди Селестрия Магдалина Мэри Ноэль (род. 27 января 1954); вышла замуж за Тимоти Манвилла Хейлза (умер в 2019), имеет сына и дочь[4][5].
- Достопочтенный Джерард Эдвард Джозеф Ноэль (род. 23 января 1955); женился на Шарлотте Дагдейл, дочери сэра Уильяма Дагдейла, 2-го баронета. У них есть сын и две дочери.
- Достопочтенный Томас Ноэль (9 марта 1958 — 16 ноября 2022)
- Достопочтенный Эдвард Эндрю Ноэль (род. 22 октября 1960); сначала он женился на Лавинии Джейн Бингем, дочери коммандера Джорджа Эдварда Бингема (брак был бездетным и закончился разводом). Вторым браком он женился на Саре Кейт Йейтс-Браун, правнучке Монтегю Йейтс-Браун. У них есть один сын.

Лорд Гейнсборо умер в 2009 году, и ему наследовал графство его старший сын Энтони.